# تاي غودن
تاي غودن (بالإنجليزية: Ty Gooden)‏ هو لاعب كرة قدم بريطاني، ولد في 23 أكتوبر 1972 في جزيرة كانفي في المملكة المتحدة. لعب مع سويندون تاون ونادي أرسنال ونادي غيلينغهام وويكمب وندررز.

## وصلات خارجية
- تاي غودن على موقع قاعدة بيانات كرة القدم.إي يو (الإنجليزية)
- تاي غودن على موقع عالم كرة القدم.نت (الإنجليزية)